# Johnny Rutherford
John Sherman Rutherford III, mais conhecido como Johnny Rutherford (Coffeyville, 12 de março de 1938) é um ex-automobilista norte-americano.
Rutherford começou a correr em stock car modificado em 1959 e ele também se envolveu em provas de stock car, fazer 35 NASCAR Sprint Cup Series começa a partir de 1963 a 1988. Rutherford ganhou em sua primeira partida, no Daytona International Speedway dirigindo para Smokey Yunick. Isso fez-lhe um dos pilotos mais jovens a vencer na história da NASCAR.
Ele é um dos nove homens que venceu as 500 milhas de Indianápolis três vezes ou mais. Ganhou a corrida em 1974, 1976 e 1980, ano em que também sagrou-se campeão da CART.

## Resultados da CART

### 500 Milhas de Indianápolis
| Ano  | Equipe/Entrada         | Chassi       | Motor        | Largada             | Resultado           |
| ---- | ---------------------- | ------------ | ------------ | ------------------- | ------------------- |
| 1963 | Ed Kostenuk            | Watson       | Offy         | 26º                 | 29º                 |
| 1964 | Racing Associates      | Watson       | Offy         | 15º                 | 27º                 |
| 1965 | Racing Associates      | Halibrand    | Ford         | 11º                 | 31º                 |
| 1966 | Não competiu           | Não competiu | Não competiu | Não competiu        | Não competiu        |
| 1967 | W&W Enterprises        | Eagle        | Ford         | 19º                 | 25º                 |
| 1968 | Alan Green             | Eagle        | Ford         | 21º                 | 18º                 |
| 1969 | Michner Petroleum      | Eagle        | Offy         | 17º                 | 29º                 |
| 1970 | Michner Petroleum      | Eagle        | Offy         | 2º                  | 18º                 |
| 1971 | Michner Petroleum      | Eagle        | Offy         | 24º                 | 18º                 |
| 1972 | Michner-Patrick Racing | Brabham      | Offy         | 8º                  | 27º                 |
| 1973 | McLaren Intl           | McLaren      | Offy         | Pole Position       | 9º                  |
| 1974 | McLaren Intl           | McLaren      | Offy         | 25º                 | 1º                  |
| 1975 | McLaren Intl           | McLaren      | Offy         | 7º                  | 2º                  |
| 1976 | McLaren Intl           | McLaren      | Offy         | Pole Position       | 1º                  |
| 1977 | McLaren Intl           | McLaren      | Cosworth     | 17º                 | 33º                 |
| 1978 | McLaren Intl           | McLaren      | Cosworth     | 4º                  | 13º                 |
| 1979 | McLaren Intl           | McLaren      | Cosworth     | 8º                  | 18º                 |
| 1980 | Chaparral Racing       | Chaparral    | Cosworth     | Pole Position       | 1º                  |
| 1981 | Chaparral Racing       | Chaparral    | Cosworth     | 5º                  | 32º                 |
| 1982 | Chaparral Racing       | Chaparral    | Cosworth     | 12º                 | 8º                  |
| 1983 | Patrick Racing         | Wildcat      | Cosworth     | Colisão nos treinos | Colisão nos treinos |
| 1984 | Foyt                   | March        | Cosworth     | 30º                 | 22º                 |
| 1985 | Morales                | March        | Cosworth     | 30º                 | 6º                  |
| 1986 | Morales                | March        | Cosworth     | 12º                 | 8º                  |
| 1987 | Morales                | March        | Cosworth     | 8º                  | 11º                 |
| 1988 | King Racing            | Lola         | Buick        | 30º                 | 22º                 |
| 1989 | Foyt                   | Lola         | Cosworth     | DNQ                 | DNQ                 |
| 1990 | Stoops Racing          | Lola         | Cosworth     | DNQ                 | DNQ                 |
| 1991 | Não correu             | Não correu   | Não correu   | Não correu          | Não correu          |
| 1992 | Walker Racing          | Lola         | Chevrolet    | DNQ                 | DNQ                 |
| 1994 | Não correu             | Não correu   | Não correu   | Não correu          | Não correu          |